# Physical Biology
Physical Biology is een internationaal, aan collegiale toetsing onderworpen wetenschappelijk tijdschrift op het gebied van de biofysica.
De naam wordt in literatuurverwijzingen meestal afgekort tot Phys. Biol.
Het wordt uitgegeven door IOP Publishing en verschijnt 6 keer per jaar.
Het eerste nummer verscheen in 2004.